# Biblia Pauperum
Biblia Pauperum (latin for "de fattiges Bibel") eller billedbibler var blokbøger, der var meget udbredte i det 14.-15. århundrede. De blev anvendt af prædikanter til at formidle bibelhistorier fra Det Gamle Testamente og Det Nye Testamente til hovedparten af befolkningen, der ikke kunne læse.

## Historie
Opfindelsen af Biblia Pauperum tilskrives i nogle kilder Ansgar. For det taler fundet af en håndskrevet note på en Biblia Pauperum i Hannover og billeder i katedralen i Bremen. Betegnelsen "fattigmandsbibel" (tysk: Armenbibel) forekommer først i et biblioteksregister i Wolfenbüttel.. Andre kilder konstaterer, at de tidligste Biblia Pauperi stammer fra Sydtyskland omkring 1200-tallet.
Biblia Pauperums formål kendes ikke. De havde indflydelse på udbredelsen af trosmysterier, og motiverne blev brugt af prædikanter og kunstnere.
Fattigmandsbiblen var oprindeligt manuskripter illustreret med tegninger. Nogle af bøgerne blev kopieret, og der opstod forskellige typer. Fælles for dem var, at billede og tekst for hvert tema blev samlet på én side. Fra omkring 1450 begyndte man at udskære hver side med tekst og billeder i tre blokke og trykke bøger ved at bruge disse træsnit som stempel på papir eller pergament (tynde præparerede dyreskind). Papiret blev trykt på den ene side og limet på den tomme bagside af en anden side og derefter indbundet. Enkelte billeder blev håndkoloreret. De fleste af blokbøgerne havde 40 sider. Enkelte bøger fra omkring 1500 kunne have 50 sider. Biblia Pauperum var også blandt de første bøger, som blev trykt med flytbare typer. Således blev der trykt Biblia Pauperum i Bamberg omkring 1462 af Albrecht Pfister. Der udkom omkring atten inkunable udgaver (før 1500).
Biblia Pauperum blev ofte anvendt af tiggermunkene til prædiker. Præsteskabet benyttede sandsynligvis de simpleste udgaver som pædagogisk hjælpemiddel for de mange, der ikke kunne læse. Før reformationen var Biblia Pauperum også et vigtigt grundlag for prædikenteksterne. Biblia Pauperum var for de fattige. De tidligste håndskrevne udgaver var overdådigt udsmykket og meget kortbare. Blokbogsudgaverne var billigere end de indholdsrige og pragtfuldt udstyrede tidebøger, som rigmænd og kirker ejede. De var også mere håndterbare end de sædvanlige store tekstbøger.
Udtrykket Biblia Pauperum bruges fejlagtigt om middelalderens bibelske scener på altre, om kirkernes fresker eller kalkmalerier og om miniaturer i illuminerede tidebøger (livres d'heures). Illustrationer fra Biblia Pauperum har rigtignok inspireret kirkekunsten i middelalderen. Fx kalkmalerier i Bellinge Kirke på Fyn eller billedskærerarbejderne på korstolene fra 1420 i Roskilde Domkirke
Med udbredelsen af den trykte bibel i det 16. århundrede mistede Biblia Pauperum enhver betydning.
På det britiske nationalbibliotek British Library findes en Biblia Pauperum ("Golden Bibel", Gylden Bibel) med 50 sider; på hver side er der et centralt billede af en begivenhed fra evangelierne og to mindre billeder af gammeltestamentlige begivenheder.

## Opbygning og indhold
Som regel er en side i en Biblia Pauperum opdelt i ni dele: I midten (1) bliver der enten fremstillet en scene fra Jesus Kristi liv, der beretter om fødslen, barndommen, hans offentlige virke eller Jesu lidelser, eller fra begyndelsen af kristendommen og apokalypsen.
Over og under den centrale del er der fire billeder (2-5), som kan være af bibelske profeter, digtere eller personer ledsaget af en passende tekst. Hyppigt var midtermotivet omgivet til højre (6) og venstre (7) af gammeltestamentlige apokryfer, som kort beskrives i separate tekstfelter (8-9)  i forbindelse med hovedmotivet. Ved de to ydremotiver (6 og 7) er der gerne valgt en historie, som er sket før og efter åbenbaringen på Sinaibjerget.
Biblia Pauperum er en slags konkordans, der sammenstiller steder i Det Gamle og Nye Testamente som typus og antitypus. Typiske senmiddelalderlige Biblia Pauperi består af 40 scener (senere omkring 50), der er ordnet kronologisk, hvorved der er en harmoni i den tidsmæssige sekvens, som ikke er at finde i de overleverede tekster.

## Ekstern henvisning
- Biblia Pauperum Arkiveret 9. juni 2007 hos  Wayback Machine – online udgave af bogen Biblia Pauperum – billedbibelen fra middelalderen   –   The Internet Biblia Pauperum

- Digital faksimile af håndskriftet GKS 1377 4° på Det Kongelige Bibliotek (blad af en Biblia Pauperum med fremstillinger af Judas)